# Limnichthys orientalis
Limnichthys orientalis är en fiskart som beskrevs av Yoshino, Kon och Okabe, 1999. Limnichthys orientalis ingår i släktet Limnichthys och familjen Creediidae. Inga underarter finns listade i Catalogue of Life.